# Renée Green
Renée Green (nascida em 25 de outubro de 1959) é uma artista visual, escritora, cineasta americana e professora universitária. A sua prática multidisciplinar abrange uma ampla gama de meios de comunicação, incluindo escultura, arquitetura, fotografia, gravuras, vídeo, filme, websites e experiências sonoras, que normalmente convergem em instalações de arte.
A artista trabalha com base em pesquisas sobre teoria da antropologia cultural e também da história social. Sua prática artística muitas vezes envolve colaborações e uso de arquivos. Alguns dos tópicos abordados pela artista incluem Sarah Baartman, histórias transatlânticas de pessoas escravizadas, a arquitetura modernista na Europa e nas Américas, a cultura hip hop e outros movimentos musicais.
Em 2014, Green publicou o livro Other Planes of There: Selected Writings pela Duke University Press, a obra compila uma coleção substancial de sua obra escrita entre 1981 e 2010.

## Educação e família
Green estudou arte na Universidade Wesleyan, me Connecticut, com um ano intermediário na School of Visual Arts de Nova Yorque. Green também participou do Radcliffe Publishing Procedures Course na Universidade de Harvard, na cidade de Cambridge, em Massachusetts. Em 1989 ela participou do Programa de Estudos Independentes (ISP) do Museu Whitney Museum de Arte Americana.
Green escreveu Discourse on Afro-American Art como sua tese de graduação na Wesleyan University, uma "análise textual de críticas, que foram escritas por críticos negros e brancos das décadas de 1920 e 1960. "Uma influência seminal foi a participação de Green na catalogação a coleção doada por Sol LeWitt ao Wadsworth Atheneum. Green escreveu as entradas do catálogo para Adrian Piper e Lawrence Weiner.
Seu irmão é Derrick Green, vocalista da banda brasileira de heavy metal Sepultura.

## Trabalho
O trabalho de Green abarca instalações altamente formalizadas nas quais ideias, eventos históricos e narrativas, bem como artefatos culturais, são examinados a partir de inúmeras perspectivas. O trabalho de Green investiga as mudanças e lacunas no que existe nas impressões públicas e privadas, bem como no que foi imaginado e formulado. Seus vídeos, exposições e filmes foram apresentados e vistos em bienais, museus e festivais em todo o mundo. Como observa o estudioso Alexander Alberro,  "Green consistentemente dá ao espectador um papel central no processo de desconstrução de discursos genealógicos e de assumir posições de sujeito. Na verdade, uma característica recorrente em suas instalações é a produção de ambientes interativos que galvanizam o espectador no papel de um participante igual na construção de significado."
Nas palavras de Green, o ímpeto por detrás desta atividade de recolha e exposição de diferentes dados e materiais: "Eu queria começar por examinar um objeto, um texto, uma pintura ou um grupo de pinturas, um objeto decorativo, uma imagem, um romance, um poema, um jardim, um palácio, uma casa. Partindo desses objetos ou lugares, e dos contextos em que apareciam, foi possível detectar o intrincado funcionamento de certas ideologias que foram sendo postas em prática [...] e tentar decifrar o prazer contraditório que pode acompanhá-los."
Em 1992, Green colaborou com o Fabric Workshop and Museum na Filadélfia para criar Mise-en-Scene: Commemorative Toile. Este trabalho resume seu uso da apropriação para reavaliar a história e chamar atenção para seu tipo de apresentação. Na produção do trabalho, a artista comenta “cenas bucólicas tradicionais típicas dos tecidos de estofamento do século XVIII com cenas violentas de escravidão, como revoltas e linchamento. Usando esse tecido, Green constrói instalações que lembram salas de época de museu, com cadeiras, sofás, cortinas e papel de parede confeccionado em toile vermelho-rosado. Ela subverte o trabalho e a sala de época como tipos históricos para expandir narrativas históricas.”
Green produz em diferentes mídias como fotografia [Secret (1994–2006)], gravuras [Code: Survey ], filmes [Some Chance Operations (1999); Wavelinks (2002), Em outro lugar? (2002), e som [Vanished Gardens (2004), Muriel's Words (2004)], que se integram em instalações ou ambientes altamente desenhados. Devido ao uso seletivo de materiais, o trabalho de Green tem sido associado à prática de arquivo.
Fruto da complexa teia de relações e ligações conceituais entre os materiais e projetos, estes normalmente decorrem ao longo de um período de tempo e em locais diferentes, nos quais o mesmo tema é apresentado em diferentes formatos. Por exemplo, Import/Export Funk Office (1992), foi apresentado como instalação em Colônia e Los Angeles, e existe também como Cd-Rom (1996); ou Code: Survey (2005–2006) assume a forma de uma obra pública permanente instalada na sede da Caltrans, no centro de Los Angeles, e como um site, que pode ser acessado em todo o mundo.
Pela densidade e complexidade formal de seus diferentes projetos, Green utiliza o catálogo padrão publicado junto com suas exposições, como parte de seu trabalho. Estes livros atendem a vários níveis de engajamento: como catálogo de exposições, como livro de artista, como repositório de documentos, como transcrições de conversas e guiões dos filmes e vídeos produzidos para os diferentes projetos.
Em 1997, Green foi escolhido pela Federação Americana de Artes para organizar Artista/Autor: Livros de Artista Contemporâneo.
Green também escreveu extensivamente e seu trabalho foi publicado em diversas publicações nos Estados Unidos e Europa. Entre as publicações estão October, Texte zur Kunst, Transition, Sarai Reader, Multitudes e Collapse.
O vídeo, Climas e Paradoxos (2005), considera o centenário da teoria da relatividade de Albert Einstein por meio de uma escavação da história de um prédio de apartamentos em Berlim onde Green viveu e que ocupa o antigo local da organização Bund Neues Vaterland, da qual, como nos informa a narração associativa do vídeo, Einstein era o vigésimo nono membro. Walking in NYL (2016) surge na sequência do interesse de longa data de Green por Lisboa, pela língua portuguesa e pela esfera de influência portuguesa mais ampla.
Desde a sua chegada como professora do Massachusetts Institute of Technology (MIT) em 2011, Green realizou inúmeras exposições individuais, incluindo: Lumiar Cité, Lisboa; Museu de Arte Moderna, Nova York ; Centro MAK de Arte e Arquitetura na Schindler House, Los Angeles; Fundação Antonio Ratti, Como, Itália; Galerie Nagel Draxler, Berlim; Centro Carpenter de Artes Visuais, Universidade de Harvard, Cambridge, MA; e Instituto Prefix de Arte Contemporânea, Toronto. Ela também esteve envolvida em muitas exposições coletivas: Hammer Museum e Museum of Contemporary Art, ambas em Los Angeles; Whitney Museum, New Museum e Studio Museum no Harlem, Nova York; Museu de Arte Contemporânea, Chicago ; Centro de Arte Walker, Minneapolis; Museum Moderner Kunst, Viena; Instituto de Arte Contemporânea, Filadélfia ; Museu der Moderner, Salzburgo; Centro Andaluz de Arte Contemporânea, Sevilha; e muitos outros.
Green reuniu vários livros e escritos ao longo dos anos, incluindo: Other Planes of There: Selected Writings (2014), publicado pela Duke University Press; Endless Dreams and Time-Based Streams (2010), produzido no Yerba Buena Center for the Arts, São Francisco; Ongoing Becomings (2009) representa 20 anos de trabalho de Green e foi organizado pelo Musée Cantonal des Beaux-Arts, Lausanne; Negociações na Zona de Contato (2003); Entre e Incluindo (2001); Sombras e Sinais (2000); Artista/Autor: Livros de Artistas Contemporâneos; Certas Miscelâneas: Alguns Documentos (1996); Depois das Dez Mil Coisas (1994); Estrada do Caminho (1994); e Turnê Mundial (1993).
Green também apresentou muitos ensaios e ficções publicados em revistas e periódicos, incluindo: Transition; October; Friso; Texte zur Kunst; Spex; Multitudes; Sarai Reader; Collapse; entre outras revistas e periódicos, e uma variedade de livros culturais e acadêmicos internacionais.

### Projetos
Uma breve descrição dos projetos selecionados por Green.
Green refletiu sobre a exibição histórica dos corpos das mulheres negras em uma série de suas primeiras obras, sobretudo a exibição da "Vênus Hotentote": Sarah Baartman, uma mulher sul-africana exibida como um espetáculo secundário em Londres e depois em Paris no início do século XIX, e que na época se pensava ser da tribo "hotentote". Três dessas obras, Permitido (1989), Sa Main Charmante (1989) e Visto (1990) foram exibidas juntas na exposição Anatomies of Escape de Green de 1990, realizada na Galeria Clocktower do MoMA P.S. 1.
O trabalho Permitido (1989), um dos primeiros em que Green combinou textos e imagens, tentou evocar a posição do público do início do século XIX em relação a corpos expostos. Green ampliou uma gravura do corpo de Sarah Baartman para o tamanho real e a cobriu com ripas de madeira estampadas com a descrição de Sir Francis Galton sobre a medição das nádegas de uma mulher "hotentote". Green destacou o caráter simultaneamente "objetivo" e "subjetivo" deste texto, sinalizando cada elemento com fontes distintas, seja Times Roman maiúsculo ou escrita cursiva. A obra de arte também envolvia um olho mágico através do qual os espectadores podiam ver uma imagem de Baartman em pé sobre uma caixa, alinhando, portanto, esse tipo de espetáculo secundário with com o voyeurismo.
Em Sa Main Charmante (Sua Mão Encantadora, 1989),, ripas estampadas com dois textos descrevem Sarah Baartman. Esses textos, um descrevendo a atuação de Baartman como a Vênus hotentote, e o outro escrito por Georges Cuvier após sua dissecação post-mortem de Baartman, são intercalados e, portanto, interrompem e perturbam um ao outro. O texto de Cuvier dá o título à obra: embora tenha alinhado Baartman com os animais, ele também notou "sua mão encantadora". O palanque e a estrutura de ripas contem a reprodução de uma gravura francesa do início do século XIX mostrando espectadores europeus observando a "Vênus Hotentote". A luz klieg fornece simultaneamente a luz para esta impressão e ilumina o espectador que espia dentro da caixa, destacando sua cumplicidade em exibições tão degradantes.
A obra Visto (1990) se baseia em várias características de Sa Main Charmante: usa textos intercalados que fazem referência à entrada secundária/palco de Sarah Baartman, bem como, desta vez, da célebre dançarina, cantora e atriz Josephine Baker - a voz de Baker, cantando "Voulez-vous de la canne" ("Quer um pouco de cana-de-açúcar?"), toca em loop ao fundo. A obra de arte também envolvia um olho mágico através do qual os espectadores podiam ver uma imagem de Baartman.
Esses textos podem ser lidos nas ripas de uma plataforma de madeira, que lembra as construções usadas na comercialização de pessoas escravizadas, que o espectador acessa por uma pequena escada. Uma vez lá, o espectador se vê iluminado, sua sombra projetada contra uma tela anexada e vista através de um buraco iluminado no chão por um par de olhos motorizados com óculos que piscam. Em vez de observar corpos femininos negros performáticos transformados em espetáculo erotizado, são os próprios espectadores que se tornam a performance/espetáculo.
Import-Export Funk Office (1992) é um mapa subjetivo do fluxo da música hip hop e da cultura relacionada entre a cidade de Nova York, Los Angeles e Colônia. O trabalho investigou "o processo de recolha de informação e a transferência internacional, nacional e local de produtos culturais (especificamente música hip-hop, vários materiais produzidos como resultado da diáspora africana ... [e] outras formas de comércio cultural). " Green se posicionou como uma artista- etnógrafa, estudando a "importação/exportação" da cultura Hip Hop através do crítico cultural alemão Diedrich Diederichsen, a quem Green trata como um "informante nativo" enquanto avaliava o estado do Hip Hop nos Estados Unidos através de revistas alemãs. Green confrontou ideologias em torno da economia cultural. O arquivo de fragmentos culturais que ela exibiu desafiou a ética da apropriação cultural sem contexto histórico; imagens de Angela Davis e Theodore Adorno servem para confundir ainda mais os contextos da tradução social.
Mise-en-Scène (1992), uma investigação sobre o papel que cidades francesas como Clisson e Nantes desempenharam no comércio atlântico de pessoas escravizadas . Ela justapõe cenas tradicionais vistas no trabalho e representações de violência.
Green documentou sua estadia no trabalho Segredo (1994), no qual apresenta, por meio de fotografias e vídeos, a experiência de residir no apartamento na Firminy Unité d'Habitation de Le Corbusier.
Parcialmente enterrado em três partes (1995–1997). A obra de land art Partially Buried Woodshed (1970) de Robert Smithson funciona como ponto de partida no exame de Green sobre os movimentos de protesto estudantil nos Estados Unidos, que se concentra nos tiroteios no estado de Kent, bem como no massacre estudantil de Kwangju que ocorreu na Coreia em 1981, também conhecido como Movimento de Democratização de Gwangju. Em sua forma de instalação, a obra apresenta um exame do ano de 1970 sob diferentes perspectivas.
Algumas operações aleatórias (1999), trata-se de um filme-ensaio sobre a cineasta italiana Elvira Notari.
Em outro lugar? (2002–2004). O filme Em outro lugar? foi criado para uma instalação localizada em um jardim em Kassel, para Documenta 11. o O filme Unidades Octogonais Padronizadas para Sistemas Imaginados e Existentes (2002) explora a ideia de lugares imaginários, bem como a história dos jardins e da arquitetura de jardins. Em 2003 Em outro lugar? foi apresentado como uma instalação em Portikus, Frankfurt, onde 1.400 nomes de lugares imaginários coloridos cobriam as paredes espaçadas .
Andrew McNeely descreve a instalação sonora de cinquenta minutos Muriel's Words (2004), "Com uma voz suave e quase inaudível, Green sussurra suavemente uma série de trechos descontínuos da obra do poeta e ativista norte-americano Muriel Rukeyser (um contínuo fonte de fascínio para o artista). Passagens enigmáticas como "é a violência deles" e "terra, deixe-me ficar de pé" são lidas em voz baixa. O tom abafado deixa a pessoa com a sensação de estar escutando rudemente alguém recitando secretamente anotações de diário."
No projeto Sonhos sem fim e água entre (2009), encomendado pelo Museu Marítimo Nacional de Greenwich, Green criou um ambiente imersivo no qual através de desenhos, sons, banners e filmes são exploradas ideias de ilhas, físicas ou mentais. Num filme que leva o mesmo título da exposição, personagens fictícios escrevem uns para os outros refletindo sobre uma gama diferente de assuntos, entre as figuras históricas estão George Sand, Laura Riding, Frédéric Chopin, Robert Graves e Llorenç Villalonga; os personagens também investigam histórias mais longas dos três locais que habitam: Maiorca, Manhattan e a área da baía de São Francisco.
A exposição Comece de novo, comece de novo (2015), aconteceu em um no MAK Center for Art and Architecture: a antiga casa de Los Angeles do arquiteto modernista vienense RM Schindler (1887–1953). A exposição foi composta por dez anos de obras antigas e recentes de Green que traçam o movimento de múltiplos corpos através do tempo e do espaço. Um comunicado da exposição descreve as diversas instalações como uma “experiência circulatória”, onde todas as facetas – materiais e imateriais – se combinam para “representar” a Casa Schindler.
Begin Again, Begin Again (Circulatory Sound) (2015) apresenta uma voz de barítono (a do irmão da artista, Derrick Green, vocalista do grupo de heavy metal Sepultura) que pronuncia "começar de novo, começar de novo". A peça central do programa é Begin Again, Begin Again I. 1887–1929 (2015), uma montagem de vídeo de quarenta e cinco minutos de canal único entrelaçando imagens históricas, cenas de marés oceânicas e vários locais arquitetônicos.
Mais tarde, Renée Green exibiu vinte e oito pequenos banners de tecido da exposição Begin Again, Begin Again em uma exposição de 2016 na Nagel Draxler Galerie. Nagel Draxler escreve: "Combinando aspectos de continuidade e ruptura, a instalação serviu como uma ilustração relativamente imediata do que Green - tomando emprestado um termo da teórica literária Mary Louise Pratt - chamou de" zona de contato", referindo-se ao encontro encenado em sua prática entre pessoas, culturas e eventos díspares. Na zona de contato, genealogias distintas tornam-se entrelaçadas."
Green exibiu  Comece de novo, comece de novo (anos) (Begin Again, Begin Again) na exposição FRIEZE de Nova York em 2018.
O Projeto Migrações Cinematográficas (Cinematic Migrations) (2014), aconteceu entre 6 e 7 de março de 2014, onde Green apresentou o projeto de colaboração de dois anos com John Akomfrah, OBE e Lina Gopaul chamado Cinematic Migrations. Esta apresentação foi um simpósio. Este projecto “coloca a noção de “migrações” em relação ao “cinemático” numa justaposição intencionalmente porosa, concebida para permitir a emergência de um vasto leque de questões, interpretações e permutações.
Em 24 de setembro de 2019, Pacing, seu projeto de dois anos no Carpenter Center for Visual Arts da Universidade de Harvard, concentrou-se no design icônico do edifício de Le Corbusier. Green reconhece as condições de deslocamento e residência, a memória institucional, a experiência subjetiva, o modernismo arquitetônico, as noções de progresso e a certeza da decadência, ao mesmo tempo em que reavalia como o tempo se manifesta. Green busca consistentemente expandir a probabilidade de trabalhar dentro das instituições.

### Carreira Acadêmica
O trabalho como educadora tem sido uma faceta importante da carreira de Green. Ela é professora convidada do Programa de Estudos Independentes (ISP) do Whitney Museum of American Art desde 1991 e tornou-se Diretora do Programa Studio em 1996–1997. De 1997 a 2002 foi professora na Akademie der bildenden Künste em Viena. Em 2003, ela voltou para os Estados Unidos para se tornar Distinguished Artist Professor na Universidade da Califórnia, Santa Bárbara. De 2005 a 30 de junho de 2011, Green foi Professora e Reitora de Pós-Graduação no San Francisco Art Institute. Durante seu mandato como Reitora, ela dirigiu Spheres of Interest, a Graduate Lecture Series. Desde 2000 é professora convidada da Escola de Artes Visuais Maumaus, em Lisboa. Atualmente é professora do Programa de Arte, Cultura e Tecnologia (ACT) da Escola de Arquitetura e Planejamento do Instituto de Tecnologia de Massachusetts. Outros locais de ensino como professora convidada incluíram a Universidade de Yale, a Vermont College, a Hochschule der Kunst em Berlim e a Hochschule für Angewandte Kunst, em Viena.

## Prêmios e Reconhecimento
Em 2010, Green ganhou o prêmio United States Artists Fellow.
Green recebeu o prêmio Anonymous Was A Women em 2021 ao lado de outras artistas femininas Coco Fusco, Dyani White Hawk, Autumn Knight e Judithe Hernández, entre outras.